# Ordine di Saint Lucia
L'Ordine di Saint Lucia è un ordine cavalleresco dello stato di Saint Lucia.

## Storia
L'Ordine è stato fondato nel 1980. L'Ordine viene conferito dal Governatore Generale a nome del Sovrano e su consiglio del Primo Ministro. Il Governatore Generale ha il diritto di esercitare tutti i poteri e le competenze del Sovrano nei confronti dell'Ordine.
L'Ordine può essere concesso solo ai cittadini di Saint Lucia. Premi onorari possono essere conferiti a persone che non siano cittadini di Saint Lucia e sono attribuiti con l'approvazione del Sovrano su consiglio del Primo Ministro.
La classe di Gran Croce è concessa solo al Governatore Generale. Il totale degli insigniti della Croce non può superare il numero di 25 e non più di tre persone possono essere insignite del titolo in un anno. Tutti gli insigniti onorari vengono considerati soprannumerari.
Gli insigniti della Gran Croce utilizzano il prefisso "Sua Eccellenza" mentre gli insigniti della Croce utilizzano il prefisso "Onorevole".

## Classi
L'Ordine dispone delle seguenti classi di benemerenza che danno diritto a dei post nominali qui indicati tra parentesi:
- Gran Croce (GCSL)
- Croce (SLC)
- Medaglia d'Onore (SLMH)
- Medaglia al Merito (SLMM)
- Medaglia Les Pitons (SLMP)
- National Service Cross (NSC)
- National Service Medal

## Insegne
- La Gran Croce è d'oro e il beneficiario è investito di una stella e di un collare su cui è apposto il distintivo dell'Ordine. Al termine dell'incarico di Governatore Generale il destinatario ha solo il diritto di portare la stella con la Medaglia dell'Ordine sospesa dal nastro dell'Ordine portato attorno al collo.
- La Croce dell'Ordine è d'oro e viene indossato al collo.
- La Medaglia al Merito e la Medaglia d'Onore possono essere in oro o argento.
- La Medaglia Les Pitons può essere in oro, argento o bronzo.
- Il nastro è blu con all'interno una striscia gialla caricata di una striscia nera con bordi bianchi.